# Borg (schaakopening)
De Borgverdediging of Basmanverdediging is in het schaken een vrij onbekende verdediging met halfopen spel. De Borg ontstaat als de wit een opent met de koningspion en zwart reageert met g5: 1. e4 g5. Borg refereert niet aan de cyborgs uit de televisieserie Star Trek – restistance is futile – maar verwijst naar de Grobopening: de Borg is de Grob met verwisselde kleuren en omgekeerd geschreven. De Borg wordt daarom ook wel de omgekeerde (reversed) Grob of macho Grob genoemd.

## Gebruik
Deze opening wordt vaak gespeeld door internationale schaakmeester Michael Basman en tijdens een Lichess Bullet Titled Arena in juni 2019 een paar keer door wereldkampioen Magnus Carlsen. Ook Joegoslavisch schaakkampioen Miloš Pavlović gebruikt soms deze opening, net als vroeger Sawielly Tartakower en oud-wereldkampioen Michail Oemanski. De Borgverdediging is na de St. George-verdediging de populairste onorthodoxe opening als reactie op e4.
Het antwoord g5 komt ook voor als wit opent met b4; dan spreken we van de Sokolsky of Poolse opening.

## Analyse
De zet g5 maakt de koningszijde zwak, hoewel zwart volgens het boek "Modern Chess Openings", maar een lichte achterstand heeft en genoeg kansen om te winnen. Als wit reageert met f4 dan heeft zwart bijvoorbeeld volgens schaak-engine Stockfish al een licht voordeel na de pionnenruil gxf4. De opening komt minder dan 1 op 1000 keer voor in schaakwedstrijden en biedt daarom de zwartspeler ondanks de lagere winstkans de mogelijkheid om de tegenstander te verrassen.
Het is voor zwart zaak om eerst de aanval aan de koningsflank veilig te stellen alvorens hij zich richt op het centrum van het bord. Zwart heeft de kans om de witte loper op c1 in te sluiten en daardoor nutteloos te maken omdat wit zijn andere loper vaak eerst wil ontwikkelen. Daarnaast zijn er tal van valkuilen waar men bedacht op dient te zijn.
Deze opening is daarom vrij agressief in vergelijking met het rustige koningsfianchetto, waarbij de pion maar één plek opschuift, naar g6. Toch kan deze opening vrij eenvoudig overgaan in standaardspel.
Voor wit is na g5 de beste optie d4 omdat zo het centrum wordt bezet en door de aanval op de g5-pion een tempo wordt gewonnen. Zwart kan de pion beschermen door e6 (met h6 en h4 doorbreekt zwart de pionnenstructuur) te spelen. De witte dame is vaak een gewilde prooi voor zwart – een ruil met de eigen koningin zal zwart niet snel afslaan – omdat die de zwakke koningsflank effectief kan aanvallen.

## Gambiet
Zwart kan na 1.e4 g5 2.d4 er middels Lg7 een Borggambiet van te maken dat lijkt op het Grobgambiet voor wit, behalve dat zwart een tempo achter ligt.
Als zwart met g5 reageert na de halfgesloten opening d4 dan kan er na c4 het Basmangambiet ontstaan. Echter deze combinatie is niet waarschijnlijk omdat wit waarschijnlijk het pion offer meteen aanneemt met Lxg5 waarbij materiaal offert én zwart positioneel nadeel bereikt. Een logischer combinatie om tot de Basmangambiet of Troongambiet te geraken is als men e4 g5 en daarna d4 h6 en h4 g4 speelt. Daarom wordt de Borg verdediging ook met name ingezet bij een opening door de witte koningspion. Voor de witte dame is het oppassen als het gambiet wordt aangenomen om niet steeds achterna te worden gezeten, te beginnen met Pf6 of d5.

## Voorbeelden

### Michail Oemanski
Milos Pavlovic – Mikhail Umansky
1. e4 g5 2. d4 e6 3. Nc3 Bg7 4. Nf3 h6 5. Bc4 c6 6. e5 d5 7. exd6 Qxd6 8. O-O Nd7 9. Ne4 Qe7 10. Ne5 Ngf6 11. Nxf6+ Bxf6 12. f4 Bg7 13. c3 O-O 14. Kh1 Nxe5 15. dxe5 b5 16. Bd3 Bb7 17. fxg5 hxg5 18. Qh5 f5 19. exf6 Bxf6 20. Rf5 exf5

### Michael John Basman
Christopher Morrison – Michael John Basman
1. e4 g5 2. d4 h6 3. Bd3 Bg7 4. Ne2 c5 5. c3 Nc6 6. dxc5 b6 7. cxb6 Qxb6 8. O-O Nf6 9. Nd2 Ne5 10. Nc4 Nxc4 11. Bxc4 Bb7 12. Ng3 e6 13. Bd3 g4 14. Be3 Qc7 15. f3 h5 16. fxg4 Nxg4 17. Qf3 O-O-O 18. Bd4 Be5 19. Bxe5 Nxe5 20. Qe3 Rdg8 21. Ne2 f5 22. Bc2 fxe4 23. Bxe4 d5 24. Bf3 Kb8 25. Nd4 Ng4 26. Bxg4 hxg4 27. g3 e5 28. Nb5 d4 29. Nxc7 dxe3 30. Ne6 Rxh2 31. Kxh2 Rh8+ 32. Kg1 Rh1# { 0-1 Zwart wint door schaakmat. } 0–1
Jon Speelman – Michael John Basman
1. e4 g5 2. d4 h6 3. h4 gxh4 4. Rxh4 d5 5. exd5 e6 6. Rh5 Nf6 7. dxe6 Bxe6 8. Nc3 Nxh5 9. Qxh5 Bb4 10. Ne2 Nc6 11. Be3 Qd7 12. a3 Bg4 13. Qb5 a6 14. Qd3 Bxc3+ 15. Qxc3 O-O-O 16. f3 Be6 17. O-O-O Ne7 18. Nf4 Nd5 19. Nxd5 Bxd5 20. Qd2 Qc6 21. Kb1 h5 22. Bg5 Rde8 23. Bf4 Bc4 24. Be5 Rhg8 25. d5 Bxd5 26. Qd4 Bb3 27. Bd3 Rd8 28. Qe3 Bc4 29. Qa7 Bxd3 30. cxd3 Qb6 31. Qxb6 cxb6 32. g3 Kd7 33. Bf4 Kc6 34. Rc1+ Kb5 35. Rc7 Rxd3 36. Rxf7 Rxf3 37. Rf5+ Kc4 38. Rxh5 Kb3 39. Rh1 Rf2 40. Bc1 Rxg3 41. Rh7 b5 42. Rc7 b6 43. Rc6 Rh3 44. Rg6 Rc2 45. Rg1 a5 46. Rg6 Rc5 { 0-1 Zwart wint. } 0–1

### Andreas Papastavropoulos
Damianos Efstathiou - Andreas Papastavropoulos
1. e4 g5 2. d4 e6 3. Nf3 Be7 4. Nc3 d5 5. Be3 Nc6 6. Bb5 dxe4 7. Ne5 Nf6 8. Bxc6+ bxc6 9. Nxc6 Qd7 10. Nxe7 Bb7 11. Bxg5 Qxe7 12. Qe2 O-O-O 13. O-O-O Rhg8 14. h4 Rg6 15. g3 Qb4 16. a3 Qb6 17. Na4 Qc6 18. Nc5 Ba8 19. Rhe1 h6 20. Be3 Ng4 21. h5 Rgg8 22. c4 f5 23. b4 Nxe3 24. Qxe3 Rg5 25. Rh1 Qe8 26. Qb3 Rd6 27. b5 e3 28. fxe3 Bxh1 29. Rxh1 Rxh5 30. Rd1 Qd8 31. Qa4 Kb8 32. Nd3 Qg5 33. Nf4 Rh2 34. c5 Qxg3 35. Qb3 Rd8 36. Nxe6 Re8 37. b6 axb6 38. cxb6 c6 39. a4 Rf2 40. a5 Rxe6 41. a6 Qxe3+ 42. Qxe3 Rxe3 43. Rg1 Re8 { 0–1 Wit geeft op. } 0–1